# Nick Leavey
Nick Leavey  (* 27. August 1986) ist ein ehemaliger britischer Sprinter, der sich auf die 400-Meter-Distanz spezialisiert hat. Seine größten Erfolge waren zwei Silbermedaillen in der 4-mal-400-Meter-Staffel bei den Halleneuropameisterschaften 2009 und 2011.

## Sportliche Laufbahn
Erste internationale Erfahrungen sammelte Nick Leavey im Jahr 2003, als er bei den Jugendweltmeisterschaften im kanadischen Sherbrooke mit 48,21 s im Halbfinale über 400 Meter ausschied. 2009 schied er bei den Halleneuropameisterschaften in Turin mit 47,93 s im Semifinale über 400 Meter aus und gewann mit der britischen 4-mal-400-Meter-Staffel in 3:07,04 min gemeinsam mit Richard Buck, Nigel Levine und Philip Taylor die Silbermedaille hinter dem italienischen Team. Im Jahr darauf startete er mit der englischen Staffel bei den Commonwealth Games in Neu-Delhi und gewann dort in 3:03,97 min gemeinsam mit Conrad Williams, Richard Yates und Robert Tobin die Bronzemedaille hinter den Teams aus Australien und Kenia. 2011 gewann er bei den Halleneuropameisterschaften in Paris in 3:06,46 min gemeinsam mit Nigel Levine, Richard Strachan und Richard Buck die Silbermedaille hinter dem französischen Team und 2017 beendete er seine aktive sportliche Karriere im Alter von 31 Jahren.

## Persönliche Bestzeiten
- 400 Meter: 46,46 s, 31. Juli 2010 in Eton
  - 400 Meter (Halle): 46,49 s, 19. Februar 2011 in Birmingham